# 충청북도의 축제 목록
2004년 기준 충청북도에서 열리는 축제는 총 35개다.

## 충청북도의 축제 목록
| 지역   | 축제 명                   | 개최시기         | 주요 내용                                                                                     | 주최/주관                                         |
| ------ | ------------------------- | ---------------- | --------------------------------------------------------------------------------------------- | ------------------------------------------------- |
| 괴산군 | 괴산 문화제               | 10월             | 각종 문화예술작품 전시회, 읍면대항 민속놀이경연대회                                           | 괴산문화원                                        |
| 괴산군 | 괴산 청결 고추 축제       | 8월              | 하프마라톤대회, 민물고기 잡기대회, 올갱이잡기대회, 각종 이벤트행사                            | 괴산군농업경영인협의회 괴산청결고추축제추진위원회 |
| 괴산군 | 전국 가족 등산대회        | 11월             | 등산대회, 보물찾기, 장기자랑, 레크레이션 등                                                   | 괴산군                                            |
| 단양군 | 삼봉 문화제               | 4월 중순         | 도전추모제, 음악분수 노래 자랑, 남한강 도선체험                                               | 매포읍/매포청년회                                 |
| 단양군 | 소백산 철쭉제             | 5월              | 소백산 산신제, 철쭉요정 선발대회, 남한강 뗏목타기, 철쭉가요제                                 | 추진위/단양문화원                                 |
| 단양군 | 단양 마늘 축제            | 7월              | 단양마늘판매행사, 농악경연 대회, 향토음식 시식회                                              | 추진위/단양군 농협                                |
| 단양군 | 어상천 수박 축제          | 8월 초           | 수박시식회, 수박 즉석 판매 행사, 수박 조각전                                                  | 추진위/수박작목회                                 |
| 단양군 | 방속 장작 가마 예술제     | 7월 또는 8월     | 도자퍼포먼스, 도자기빚기체험, 물고기 잡기 체험                                                | 추진위/도예협의회                                 |
| 단양군 | 두산 감자 축제            | 9월중순          | 감자캐기체험, 갈대밭길 사진 촬영                                                              | 추진위/가곡면                                     |
| 단양군 | 온달 문화 축제            | 10월             | 온달장군 승전행렬,고구려 벽화그리기, 온달장군윷놀이 대회, 전국검도왕선발대회                  | 추진위/단양문화원                                 |
| 단양군 | 금수산 감골 단풍 축제     | 10월             | 금수산 등산대회, 무료 사진촬영                                                                | 추진위/적성청년회                                 |
| 보은군 | 속리 축전                 | 5월              | 민속경연대회, 청소년예술제, 노인장기자랑, 읍면장기 자랑, 서예전시회 등                        | 보은문화원                                        |
| 보은군 | 보은 동학제               | 9월              | 동학 역사 사료 전시회, 동학농민군 위령제, 보은동학 전국마라톤대회, 길놀이등                   | 보은문화원                                        |
| 보은군 | 속리산 가을 한마당 축제   | 10월             | 군악대공연, 가을음악회, 사생대회, 송이놀이, 가족 노래자랑                                     | 속리산관광협의회                                  |
| 보은군 | 속리산 단풍 가요제        | 10월             | 참가자의 가요 열창, 인기연예인들의 축하공연                                                   | 청주MBC                                           |
| 영동군 | 난계 국악 축제            | 10월             | 숭모제, 약학 대상 시상, 난계 국악단 공연, 학술대회, 난계 추모 무용 각종 이벤트 등             | 영동군, (사)난계기념사업회                        |
| 옥천군 | 지용제                    | 5월              | 지용 문학상 시상, 관련 전시회, 지용학술세미나, 지용신인문학상시상, 지용문학캠프 등,           | 옥천문화원, 지용기념사업회                        |
| 옥천군 | 중봉 충렬제               | 9월              | 중봉선생추모제, 중봉학술 강연회, 휘호대회, 군민체육대회 등                                    | 옥천문화원, 옥천청년회의소                        |
| 음성군 | 전국 품바 축제            | 4월 ~ 5월        | 품바왕선발대회, 품바공연, 무대작품공연, 문화작품 전시, 농특산품전시                           | 한국예총 음성지부                                 |
| 음성군 | 음성 청결 고추 축제       | 9월              | 음성청결고추 아줌마 선발대회, 미스터고추 선발대회, 군민노래자랑, 농특산품전시                 | 음성군                                            |
| 제천시 | 제천국제음악영화제        | 8월              |                                                                                               | 제천국제영화제 조직위원회                         |
| 제천시 | 제천 의병제               | 10월             | 의병제향, 의병제전, 민초 의병전투행군, 학술세미나, 전적지 순례, 사적전시회, 의병토우서각전 등 | 제천시                                            |
| 제천시 | 청풍호반 벚꽃축제         | 4월              | 공연, 전시, 에어쇼 등                                                                         | 제천시                                            |
| 제천시 | 의림지 겨울축제           | 1월              | 얼음썰매, 민속놀이, 공어잡기, 전시 등                                                         | 제천시                                            |
| 진천군 | 생거 진천 화랑제          | 10월             | 가장행렬, 민속경기, 민속놀이, 공예품전시회 및 시연, 농악 경연대회 등                          | 진천문화원                                        |
| 진천군 | 생거 진천 농다리 축제     | 8월              | 농다리제 올리기, 피라미낚시대회, 맨손물고기잡기, 우마차타기, 임장군 선발대회, 부대행사 등     | 농다리청년회                                      |
| 진천군 | 세계 태권도 화랑 문화축제 | 6월              | 세계화랑태권도 대회, 화랑캠프, 화랑학술세미나, 전통문화체험, 태권도자료 전시회 등             | 진천군                                            |
| 진천군 | 생거 진천 쌀 축제         | 10월             | 생거진천 농특산물 전시, 전통농업경기, 농특산물 직거래장터운영                                 | 진천군 진천군농업인단체협의회                     |
| 청주시 | 청주 직지 축제            | 9월 4일 전후     | 오페라 직지 공연, 세계기록 유산특별전, 조선초기 금속활자 특별전, 고인쇄 문화 학술대회         | 청주시                                            |
| 청주시 | 청주 국제 공예 비엔날레   | 10월             | 국제초대작가전, 생활공예 명품전, 국제 산업교류전, 전국공예품 대전, 중요무형문화재 작품전,     | 청주시                                            |
| 청주시 | 해맞이 축제               | 1월 1일          | 북 공연, 살풀이, 불꽃놀이, 캠프파이어                                                         | 청원군, 청원문화원                                |
| 청주시 | 삼일문화 축제             | 3월 31일         | 기념식, 공연, 횃불시위 재연                                                                   | 청원군, 청원문화원                                |
| 청주시 | 세종대왕과 초정약수 축제  | 5월              | 세종대왕어가행차, 학술 세미나, 군민학생 참여 행사,부대행사                                    | 청원군                                            |
| 청주시 | 군민의 날 및 청원 문화제  | 9월 말 ~ 10월 초 | 문화행사:용신제, 기로연, 전시회, 민속경기 등                                                  | 청원군                                            |
| 충주시 | 충주 세계 무술 축제       | 가을             | 무술시연, 무술체험, 무술 겨루기, 전국 택견 대회                                               | 충주시                                            |
| 충주시 | 우륵 문화제               | 10월             | 명현 추모제, 목계 별신제, 전국 탄금대 가야금 경연대회                                         | 예총충주지부                                      |
| 충주시 | 수안보 온천제             | 4월              | 온정수신제사,수안보 온천가요제, 스파콘서트,                                                   | 수안보온천관광협의회                              |
| 충주시 | 앙성 온천 관광 축제       | 10월             | 기원제, 삼도 가요제, 탄산수시음회                                                             | 앙성관광협의회                                    |

## 같이 보기
- 서울특별시의 축제 목록
- 부산광역시의 축제 목록
- 대구광역시의 축제 목록
- 인천광역시의 축제 목록
- 광주광역시의 축제 목록
- 대전광역시의 축제 목록
- 울산광역시의 축제 목록
- 세종특별자치시의 축제 목록
- 경기도의 축제 목록
- 강원특별자치도의 축제 목록
- 충청남도의 축제 목록
- 전북특별자치도의 축제 목록
- 전라남도의 축제 목록
- 경상북도의 축제 목록
- 경상남도의 축제 목록
- 제주특별자치도의 축제 목록